# Rungia
Genre
Rungia Nees. est un genre de plantes à fleurs de la famille des Acanthaceae. Les espèces sont originaires d'Afrique et d'Asie.

## Liste d'espèces
Selon BioLib (24 juillet 2017) :
- Rungia pectinata (L.) Nees.

Selon Catalogue of Life (24 juillet 2017) :
- Rungia angustifolia Bremek.
- Rungia axilliflora H.S. Lo
- Rungia beddomei C. B. Cl.
- Rungia bisaccata D. Fang & H.S. Lo
- Rungia blumeana Valet.
- Rungia brandisii C. B. Cl.
- Rungia caespitosa Lindau
- Rungia camerunensis Champl.
- Rungia chamaedryoides Bremek.
- Rungia chinensis Benth.
- Rungia coerulea (BI.) Warb.
- Rungia congoensis C. B. Cl.
- Rungia daklakensis D.V.Hai, Y.F.Deng & Joongku Lee
- Rungia densiflora H.S. Lo
- Rungia diversibracteata Imlay
- Rungia diversiformis Nees
- Rungia eriostachya Hua
- Rungia evrardii Benoist
- Rungia guangxiensis H.S. Lo & D. Fang
- Rungia guineensis Heine
- Rungia heterophylla Bremek.
- Rungia hirpex Benoist
- Rungia incompta Bremek.
- Rungia klossii S. Moore
- Rungia lepida C. B. Cl.
- Rungia longipes D. Fang & H.S. Lo
- Rungia maculata Craib
- Rungia membranacea Merrill
- Rungia mina H.S. Lo
- Rungia minutiflora C. B. Cl.
- Rungia muralis Royle ex Nees
- Rungia naoensis B. Hansen
- Rungia napoensis D. Fang & H.S. Lo
- Rungia philippinensis C. B. Cl.
- Rungia pierrei Benoist
- Rungia pinpienensis H.S. Lo
- Rungia podostachya Bremek.
- Rungia pungens D. Fang & H.S. Lo
- Rungia rivicola Craib
- Rungia rungiodes (Kuntze) Back.
- Rungia salaccensis Valeton
- Rungia saranganensis Bremek.
- Rungia smeruensis Bremek.
- Rungia sumatrana Miq.
- Rungia taiwanensis Yamazaki
- Rungia tenuissima Imlay
- Rungia tonkinensis Benoist
- Rungia tristichantha Bremek.
- Rungia yunnanensis H. S. Lo

Selon GRIN (24 juillet 2017) :
- Rungia klossii S. Moore
- Rungia pectinata (L.) Nees
- Rungia repens (L.) Nees

Selon NCBI (24 juillet 2017) :
- Rungia chinensis
- Rungia klossii
- Rungia mina
- Rungia pectinata

Selon The Plant List (24 juillet 2017) :
- Rungia axilliflora H.S. Lo
- Rungia bisaccata D. Fang & H.S. Lo
- Rungia buettneri Lindau
- Rungia chinensis Benth.
- Rungia congoensis C.B.Clarke
- Rungia densiflora H.S. Lo
- Rungia dimorpha S. Moore
- Rungia eriostachya Hua
- Rungia grandis T.Anderson
- Rungia guangxiensis H.S. Lo & D. Fang
- Rungia hirpex Benoist
- Rungia longipes D. Fang & H.S. Lo
- Rungia mina H.S. Lo
- Rungia monetaria (Benoist) B. Hansen
- Rungia napoensis D. Fang & H.S. Lo
- Rungia paxiana C.B.Clarke
- Rungia pectinata (L.) Nees
- Rungia pinpienensis H.S. Lo
- Rungia pungens D. Fang & H.S. Lo
- Rungia repens (L.) Nees
- Rungia stolonifera C.B. Clarke
- Rungia taiwanensis T. Yamaz.
- Rungia yunnanensis H.S. Lo

Selon Tropicos (24 juillet 2017) (Attention liste brute contenant possiblement des synonymes) :
- Rungia apiculata Bedd.
- Rungia arnottiana Wight
- Rungia axilliflora H.S. Lo
- Rungia baumannii Lindau
- Rungia bisaccata D. Fang & H.S. Lo
- Rungia buettneri Lindau
- Rungia caespitosa Lindau
- Rungia camerunensis Champl.
- Rungia chinensis Benth.
- Rungia congoensis C.B. Clarke
- Rungia crenata T. Anderson
- Rungia densiflora H.S. Lo
- Rungia dimorpha S. Moore
- Rungia elegans Dalzell
- Rungia eriostachya Hua
- Rungia evrardi Benoist
- Rungia grandis T. Anderson
- Rungia guangxiensis H.S. Lo & D. Fang
- Rungia guineensis Heine
- Rungia himalayensis C.B. Clarke
- Rungia hirpex Benoist
- Rungia laeta Clarke
- Rungia latior Nees
- Rungia le-testui Benoist
- Rungia linifolia Nees
- Rungia longifolia
- Rungia longipes D. Fang & H.S. Lo
- Rungia mina H.S. Lo
- Rungia monetaria (Benoist) B. Hansen
- Rungia muralis Royle ex Nees
- Rungia napoensis D. Fang & H.S. Lo
- Rungia obcordata Lindau
- Rungia parviflora Nees
- Rungia paucinervia (T. Anderson ex C.B. Clarke) Heine
- Rungia paxiana (Lindau) C.B. Clarke
- Rungia pectinata (L.) Nees
- Rungia philippinensis C.B. Clarke
- Rungia pinpienensis H.S. Lo
- Rungia pobeguinii Hutch. & Dalziel
- Rungia pubinervia T. Anderson
- Rungia pungens D. Fang & H.S. Lo
- Rungia repens (L.) Nees
- Rungia rosacea Lindau
- Rungia schliebenii Mildbr.
- Rungia sisparensis T. Anderson
- Rungia stolonifera C.B. Clarke
- Rungia taiwanensis T. Yamaz.
- Rungia tonkinensis Benoist
- Rungia wightiana Nees
- Rungia yunnanensis H.S. Lo